# モロキニ島

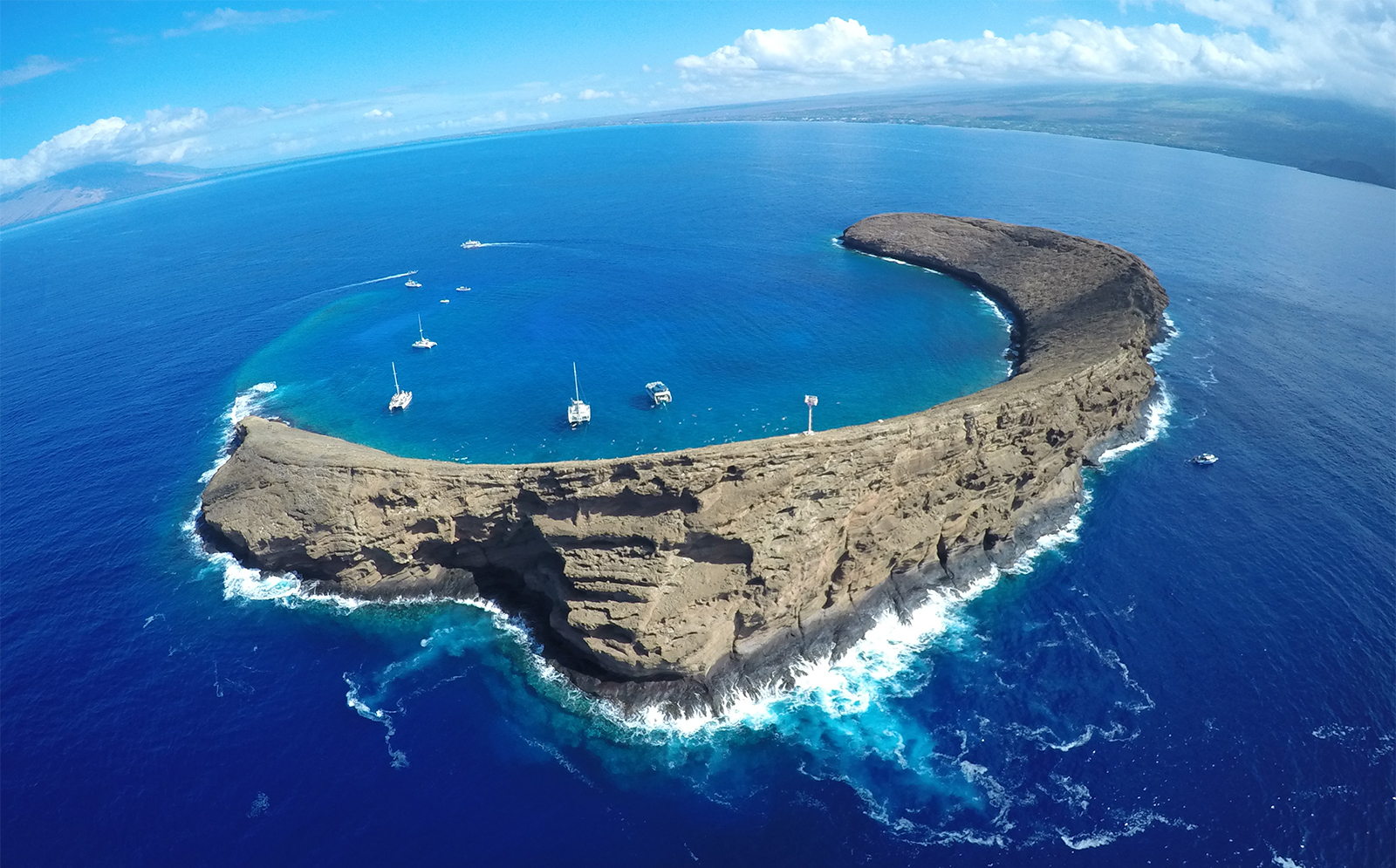
モロキニ島

モロキニ島（Molokini）は、ハワイ諸島のマウイ島南東の沖にある三日月形の小さな無人島である。 マウイ島の海岸線から4.2キロメートル、マケーナ（Makena）の集落からは約6キロメートルほどの沖にある。
同島は、楯状火山であるハレアカラの南西リフトゾーンに沿った位置にある側火山で、種類はタフコーン。約23万年前の火山活動で生まれた。海底から150メートル、標高49メートル、コーンの直径540メートル。
火口の半分が水没して出来た島で、火山のクレータが斜めに隆起して、水面から出ている部分が三日月状になっている。
島の面積は0.093平方キロメートルで、島の周囲は断崖だが、豊かな熱帯魚が生息する美しいサンゴ礁に囲まれており、シュノーケリングやダイビングのスポットともなっている。1977年にハワイ州で4番目の海洋生物保護区に指定された。一般人の島への上陸は禁止されている。島内に自動灯台がある。

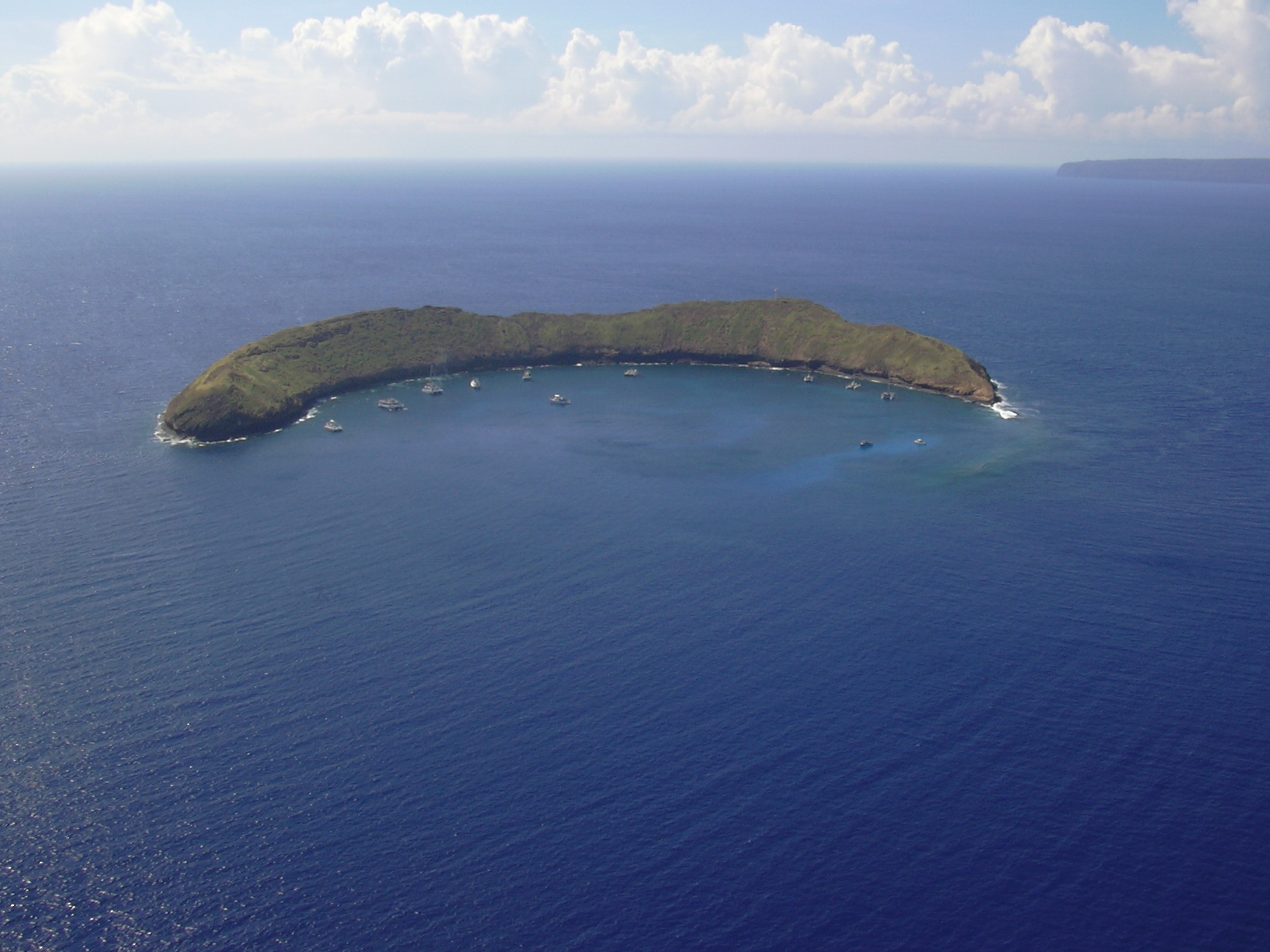
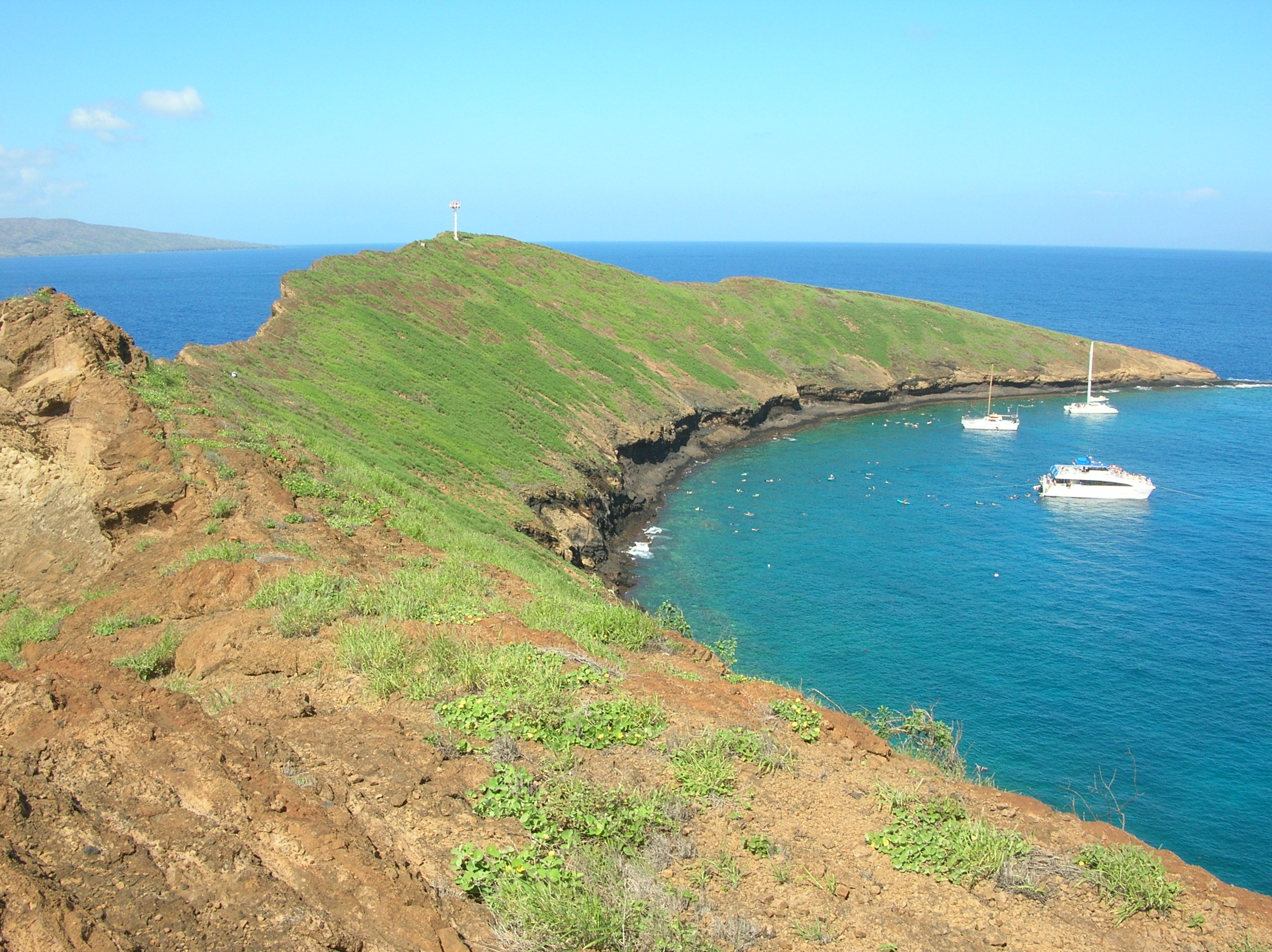
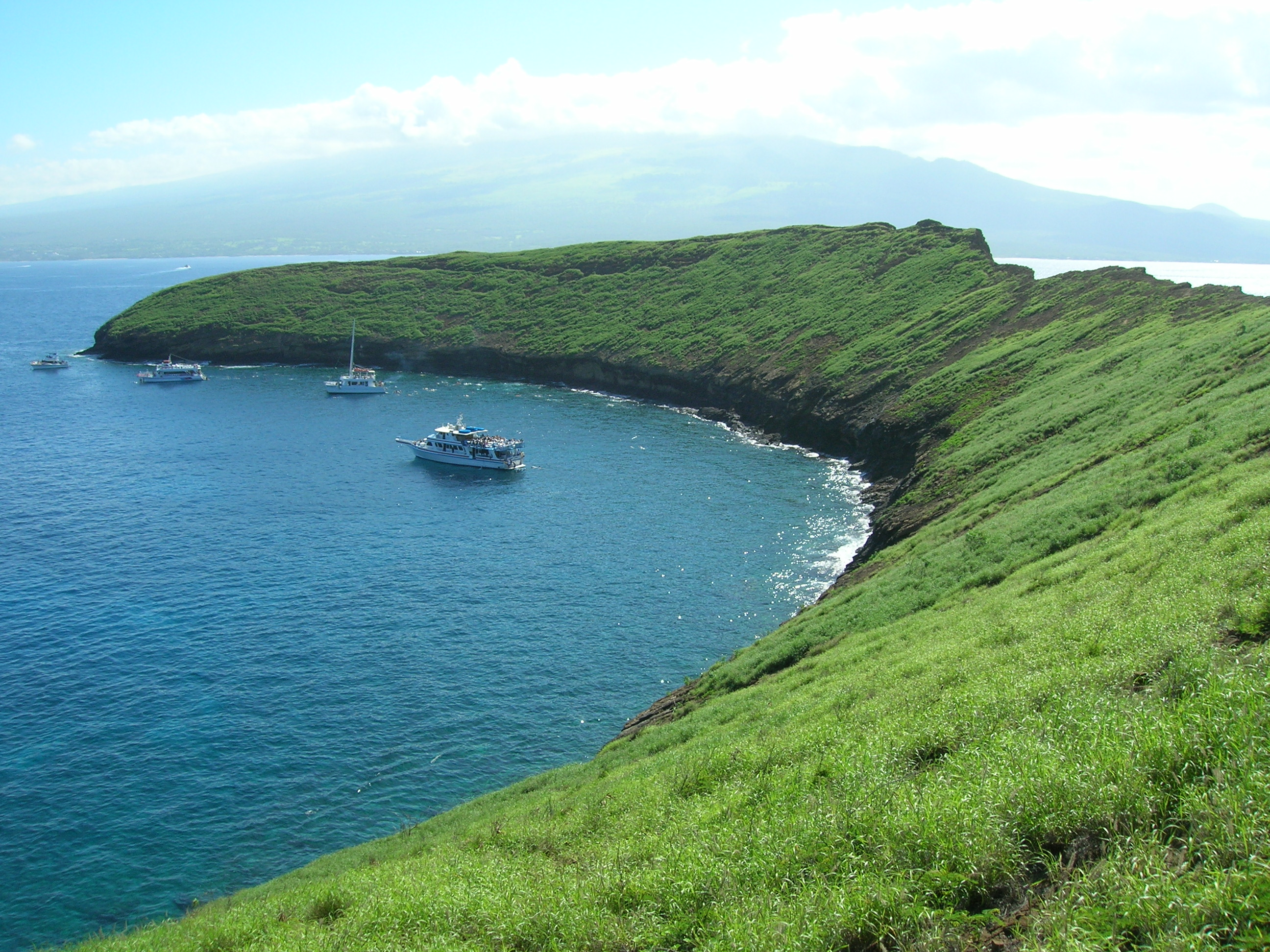
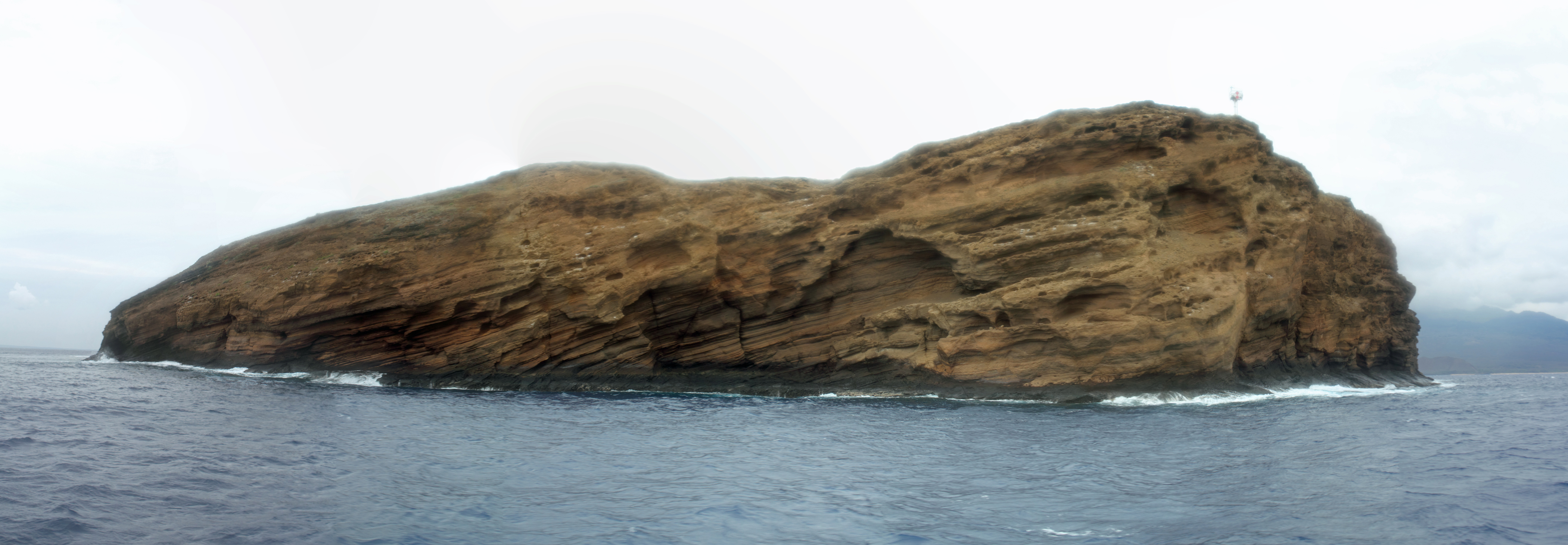
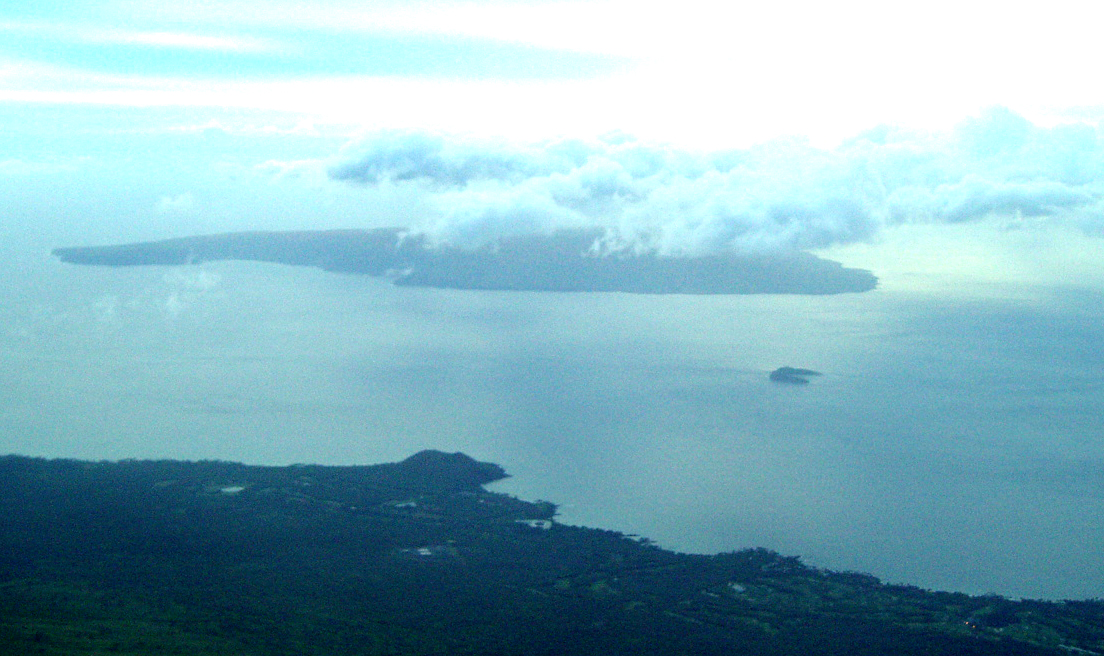
マウイ島上空から 奥はカホオラウェ島